# Blaník (kino)
Blaník (dříve také Phönix, Blesk nebo Fénix) bylo jednosálové kino, které se nacházelo v paláci Fénix na pražském Václavském náměstí (dům čp. 802). 
Kinosál projektovali architekti Bedřich Ehrmann a Josef Gočár jako součást paláce Fénix při jeho stavbě v letech 1928 až 1930. Kinosál zahájil svůj provoz jako Kino Fénix 18. září 1929 uvedením amerického filmu Nekorunovaná královna. Měl kapacitu přes tisíc sedadel, licenci na provozování kina měl Masarykův četnický vzdělávací a podpůrný fond.  V třetím patře paláce sídlila pražská pobočka amerického filmového studia Metro-Goldwyn-Mayer, kino tedy mělo přístup k mnoha jeho titulům. V kině se také konaly české premiéry některých filmů, např. na českou premiéru německého filmu Žena na měsíci v listopadu 1929 přijel i jeho režisér Fritz Lang.
V roce 1938 se kino přejmenovalo na Blesk, v únoru 1939 pak na Blaník. V roce 1942 změnilo název na Phönix, tedy poněmčenou podobu původního jména. Po druhé světové válce se kino vrátilo ke jménu Blaník.
V letech 1958 a 1959 bylo kino přestavěno na širokoúhlé promítání, což si vyžádalo rozsáhlé úpravy sálu. Od 60. let se v kině také někdy hrálo divadlo. Během další přestavby se snížila kapacita sálu na 760 sedadel. V kině se konaly premiéry československých a posléze českých filmů (dne 15. května 1996 například českého filmu Kolja).
Po listopadu 1989 kino provozoval Filmový podnik hlavního města Prahy. V roce 2001 se nový nájemce kina, firma Medea Kultur Romana Janouška, rozhodla kino upravit pro divadelní účely. Prostor byl po přestavbě otevřen v červnu 2003 s tím, že se v něm mělo střídat kino a muzikály. Ty však postupně převládly a od 15. června 2007 již kino nepromítalo. Také muzikály postupně ustoupily a v sále se hrálo převážně černé divadlo.
Od roku 2013 prostory využívá ke svým představením divadlo Studio DVA.